# Olivier Corten
Olivier Corten, né le 23 octobre 1964 à Bruxelles, est un juriste, enseignant, et auteur de diverses publications, dont une en tant que scénariste de bande dessinée.

## Biographie
Olivier Corten naît le 23 octobre 1964 à Bruxelles.
Il étudie à l’Université libre de Bruxelles, où il obtient une licence en sciences politiques en 1988, puis une licence en droit en 1993, ainsi qu'une licence spéciale en droit international en 1989. C'est en 1996 qu'il devient docteur en droit.
Il est professeur à l’Université libre de Bruxelles, au Centre de droit international qu'il dirige de 2011 à 2019. Il enseigne dans diverses universités en Belgique, en Allemagne, en Espagne, au Portugal, en France, en Italie, au Brésil et au Japon, ainsi qu’à l’ONU et à l’Académie de droit international de La Haye, où il a dispensé un cours en 2014 sur "La rébellion et le droit international" et le cours général de droit international en janvier 2023 ("Le champ juridique international").
En 2019, il est élu membre associé de l'Institut de droit international, dont il devient membre titulaire en 2023.
Comme avocat, il a plaidé devant la Cour internationale de justice, principalement dans l'affaire des Activités armées sur le territoire du Congo (République démocratique du Congo c. Ouganda).
Olivier Corten est l’auteur de 14 ouvrages à titre d’auteur ou de co-auteur chez divers éditeurs ainsi que de 16 ouvrages comme co-directeur de publication également chez divers éditeurs. Il est aussi l'auteur de plus de 250 articles publiés dans diverses revues de droit international. Depuis 2002, il est directeur puis co-directeur de la Revue belge de droit international.
En 2022, il coécrit avec le professeur Pierre Klein le scénario de bande dessinée du one shot De Salamanque à Guantanamo - Une histoire du droit international pour le dessinateur belge Gérard Bédoret aux éditions Futuropolis,. Ce livre met en scène un couple d’aujourd’hui qui discute de la naissance du droit et s’interroge sur l’évolution historique du droit international.
Il intervient également régulièrement dans les médias.

## Œuvres

### Publications (sélection)

#### Études
- Le Droit contre la guerre. L’interdiction du recours à la force en droit international contemporain, Paris, Pedone, préface de Bruno Simma, 3 éditions, 2008, 2014 et 2020, IX et 903 p. Trad. The Law Against War. The Prohibition on the Use of Force in Contemporary International Law, Foreword by Bruno Simma, translated by Christopher Sutcliffe, Oxford, Hart Publishing, 2 éditions, 2010 et 2021, 528 p.
- Sociologies du droit, Paris, Dalloz, 2023, 501 p. (ISBN 9782247220991)
- Le Discours du droit international. Pour un positivisme critique, Paris, Éditions A. Pedone, coll. « CERDIN Doctrine(s) », 2009, 350 p., ill. ; 24 cm (ISBN 9782233005502)
- Méthodologie du droit international public, Bruxelles, Éd. de l’Université de Bruxelles, coll. « ULBlire ». Références, 2009, 291 p.
- L'Utilisation du « raisonnable » par le juge international. Discours juridique, raison et contradictions, préface de Jean Salmon, Bruxelles, Éditions Bruylant et éd. U.L.B., collection de droit international, no 34, 1997, XXII et 696 p. ; ouvrage couronné du prix Henri Rolin 1998 et d'un Certificate of Merit for Preeminent Contribution to Creative Scholarship, délivré par l’American Society of International Law en 1999.

#### Album de bande dessinée
- De Salamanque à Guantanamo - Une histoire du droit international[5],[6],[8], Futuropolis, Paris, 5 octobre 2022
Scénario : Pierre Klein, Olivier Corten - Dessin : Gérard Bédoret - Couleurs : quadrichromie -  (ISBN 9782754833530),Préface de Philippe Sands. Format comics.

#### Articles
- Pascal Bustamante, « L'ONU a 75 ans : quel est son bilan ? Et quel est son avenir ? », RTBF,‎ 21 septembre 2020 (lire en ligne, consulté le 28 janvier 2024).

#### Interviews
- Olivier Corten (interviewé par Véronique Kiesel), « L'expert Olivier Corten : « L’ONU a réussi à éviter une 3e Guerre mondiale » », Le Soir,‎ 19 octobre 2015 (lire en ligne , consulté le 28 janvier 2024).
- Olivier Corten (interviewé par Véronique Kiesel), « Olivier Corten (ULB) : « La Mongolie devait-elle arrêter Poutine pour la CPI ? Il n’y a pas d’unanimité sur la question de l’immunité » », Le Soir,‎ 3 septembre 2024 (lire en ligne , consulté le 13 novembre 2024).

### Émissions de radio
- L'invité de la rédaction sur RTS le 28 août 2013 (21 min 12 s)

### Émissions de télévision
- [vidéo] « “Connaissez-vous” reçoit Olivier Corten, Michel Dubrule et Pierre Ost », sur YouTube sur BX1 le 10 octobre 2022 (51 min 4 s).

### Vidéographie
- Cours à l'Audiovisual Library of International Law (ONU) sur ONU.
- [vidéo] « Olivier Corten, Une histoire du droit international (séminaire de l'UMR DICE, 27 mars 2023) », sur YouTube
- [vidéo] « À la paix comme à la guerre. Discussion autour du livre d'Olivier Corten », sur YouTube
- [vidéo] « Interview de Tom Ruys autour du livre "Le droit contre la guerre" », sur YouTube